# Stare Objezierze
Stare Objezierze – (niem. Klein Wubiser), wieś w Polsce położona w województwie zachodniopomorskim, w powiecie gryfińskim, w gminie Moryń. Parafia Klępicz.
W latach 1975–1998 miejscowość administracyjnie należała do województwa szczecińskiego.
Po drugiej wojnie światowej, aż do lat dziewięćdziesiątych XX stulecia., istniało tu Państwowe Gospodarstwo Rolne, spółdzielnia kółek rolniczych i punkt skupu mleka. 
We wsi stoi XIII-wieczny kościół Narodzenia Najświętszej Maryi Panny.